# Società Sportiva Ternana 1969-1970
Questa voce raccoglie le informazioni riguardanti la Società Sportiva Ternana nelle competizioni ufficiali della stagione 1969-1970.

## Rosa
| N. |                   | Ruolo | Calciatore         |
| -- | ----------------- | ----- | ------------------ |
|    | Italia (bandiera) | A     | Roberto Bellinazzi |
|    | Italia (bandiera) | D     | Fernando Benatti   |
|    | Italia (bandiera) | A     | Antonio Cardillo   |
|    | Italia (bandiera) | C     | Francesco Casisa   |
|    | Italia (bandiera) | C     | Sergio Castelletti |
|    | Italia (bandiera) | C     | Piero Cucchi       |
|    | Italia (bandiera) | D     | Pietro Fontana     |
|    | Italia (bandiera) | P     | Primo Germano      |
|    | Italia (bandiera) | C     | Francesco Liguori  |
|    | Italia (bandiera) | A     | Rolando Marchetti  |
|    | Italia (bandiera) | C     | Romano Marinai     |

| N. |                   | Ruolo | Calciatore         |
| -- | ----------------- | ----- | ------------------ |
|    | Italia (bandiera) | P     | Primo Germano      |
|    | Italia (bandiera) | C     | Steno Gola         |
|    | Italia (bandiera) | P     | Massimo Grassi     |
|    | Italia (bandiera) | C     | Graziano Landoni   |
|    | Italia (bandiera) | D     | Silvio Longobucco  |
|    | Italia (bandiera) | A     | Giovanni Meregalli |
|    | Italia (bandiera) | D     | Franco Nicolini    |
|    | Italia (bandiera) | D     | Paolo Pandrin      |
|    | Italia (bandiera) | C     | Franco Querini     |
|    | Italia (bandiera) | A     | Roberto Rolla      |
|    | Italia (bandiera) | C     | Angelino Rosa      |

## Risultati

### Serie B

#### Girone di andata
| 14 settembre 1969 1ª giornata | Ternana | 1 – 0 | Genoa |  |

| 21 settembre 1969 2ª giornata | Ternana | 1 – 1 | Taranto |  |

| 28 settembre 1969 3ª giornata | Mantova | 1 – 0 | Ternana |  |

| 22 settembre 1946 4ª giornata | Ternana | 2 – 0 | Reggina |  |

| 12 ottobre 1969 5ª giornata | Ternana | 1 – 1 | Catania |  |

| 19 ottobre 1969 6ª giornata | Atalanta | 0 – 0 | Ternana |  |

| 26 ottobre 1969 7ª giornata | Ternana | 3 – 1 | Como |  |

| 2 novembre 1969 8ª giornata | Arezzo | 0 – 0 | Ternana |  |

| 16 novembre 1969 9ª giornata | Ternana | 2 – 0 | Perugia |  |

| 23 novembre 1969 10ª giornata | Reggiana | 2 – 1 | Ternana |  |

| 30 novembre 1969 11ª giornata | Ternana | 0 – 1 | Catanzaro |  |

| 7 dicembre 1969 12ª giornata | Livorno | 1 – 1 | Ternana |  |

| 14 dicembre 1969 13ª giornata | Varese | 0 – 0 | Ternana |  |

| 21 dicembre 1969 14ª giornata | Ternana | 1 – 0 | Monza |  |

| 28 dicembre 1969 15ª giornata | Cesena | 1 – 1 | Ternana |  |

| 4 gennaio 1970 16ª giornata | Ternana | 0 – 1 | Piacenza |  |

| 11 gennaio 1970 17ª giornata | Foggia | 3 – 3 | Ternana |  |

| 18 gennaio 1970 18ª giornata | Ternana | 0 – 0 | Pisa |  |

| 25 gennaio 1970 19ª giornata | Modena | 1 – 0 | Ternana |  |

#### Girone di ritorno
| 1º febbraio 1970 20ª giornata | Genoa | 0 – 1 | Ternana |  |

| 8 febbraio 1970 21ª giornata | Taranto | 0 – 0 | Ternana |  |

| 15 febbraio 1970 22ª giornata | Ternana | 2 – 2 | Mantova |  |

| 22 febbraio 1970 23ª giornata | Reggina | 0 – 1 | Ternana |  |

| 1º marzo 1970 24ª giornata | Catania | 0 – 1 | Ternana |  |

| 8 marzo 1970 25ª giornata | Ternana | 2 – 1 | Atalanta |  |

| 15 marzo 1970 26ª giornata | Como | 2 – 1 | Ternana |  |

| 22 marzo 1970 27ª giornata | Ternana | 0 – 0 | Arezzo |  |

| 5 aprile 1970 28ª giornata | Perugia | 1 – 1 | Ternana |  |

| 12 aprile 1970 29ª giornata | Ternana | 0 – 0 | Reggiana |  |

| 19 aprile 1970 30ª giornata | Catanzaro | 4 – 0 | Ternana |  |

| 26 aprile 1970 31ª giornata | Ternana | 0 – 0 | Livorno |  |

| 3 maggio 1970 32ª giornata | Ternana | 1 – 1 | Varese |  |

| 10 maggio 1970 33ª giornata | Monza | 2 – 0 | Ternana |  |

| 17 maggio 1970 34ª giornata | Ternana | 0 – 0 | Cesena |  |

| 24 maggio 1970 35ª giornata | Piacenza | 1 – 1 | Ternana |  |

| 31 maggio 1970 36ª giornata | Ternana | 0 – 2 | Foggia |  |

| 7 giugno 1970 37ª giornata | Pisa | 1 – 1 | Ternana |  |

| 14 giugno 1970 38ª giornata | Ternana | 1 – 0 | Modena |  |

## Statistiche

### Statistiche di squadra
| Competizione | Punti | In casa | In casa | In casa | In casa | In casa | In casa | In trasferta | In trasferta | In trasferta | In trasferta | In trasferta | In trasferta | Totale | Totale | Totale | Totale | Totale | Totale | DR |
| Competizione | Punti | G       | V       | N       | P       | Gf      | Gs      | G            | V            | N            | P            | Gf           | Gs           | G      | V      | N      | P      | Gf     | Gs     | DR |
| ------------ | ----- | ------- | ------- | ------- | ------- | ------- | ------- | ------------ | ------------ | ------------ | ------------ | ------------ | ------------ | ------ | ------ | ------ | ------ | ------ | ------ | -- |
| Serie B      | 39    | 19      | 7       | 9       | 3       | 17      | 11      | 19           | 3            | 10           | 6            | 13           | 20           | 38     | 10     | 19     | 9      | 30     | 31     | -1 |
| Coppa Italia | 3     | 2       | 0       | 2       | 0       | 0       | 0       | 1            | 0            | 1            | 0            | 0            | 0            | 3      | 0      | 3      | 0      | 0      | 0      | 0  |
| Totale       |       | 21      | 7       | 11      | 3       | 17      | 11      | 20           | 3            | 11           | 6            | 13           | 20           | 41     | 10     | 22     | 9      | 30     | 31     | -1 |

### Statistiche dei giocatori
| Giocatore      | Serie B  | Serie B | Coppa Italia | Coppa Italia | Totale   | Totale |
| Giocatore      | Presenze | Reti    | Presenze     | Reti         | Presenze | Reti   |
| -------------- | -------- | ------- | ------------ | ------------ | -------- | ------ |
| R. Bellinazzi  | 25       | 5       | 3            | 0            | 28       | 5      |
| F. Benatti     | 32       | 1       | 3            | 0            | 35       | 1      |
| A. Cardillo    | 24       | 4       | -            | -            | 24       | 4      |
| F. Casisa      | 2        | 0       | 3            | 0            | 5        | 0      |
| S. Castelletti | 34       | 0       | 3            | 0            | 37       | 0      |
| P. Cucchi      | 23       | 1       | -            | -            | 23       | 1      |
| P. Fontana     | 33       | 0       | 3            | 0            | 36       | 0      |
| P. Germano     | 22       | -16     | 3            | 0            | 25       | -16    |
| S. Gola        | 20       | 4       | 1            | 0            | 21       | 4      |
| M. Grassi      | 16       | -15     | -            | -            | 16       | -15    |
| G. Landoni     | 7        | 1       | 3            | 0            | 10       | 1      |
| F. Liguori     | 33       | 3       | -            | -            | 33       | 3      |
| S. Longobucco  | 6        | 0       | -            | -            | 6        | 0      |
| R. Marchetti   | 25       | 2       | 3            | 0            | 28       | 2      |
| R. Marinai     | 36       | 1       | 3            | 0            | 39       | 1      |
| G. Meregalli   | 25       | 5       | 3            | 0            | 28       | 5      |
| F. Nicolini    | 4        | 0       | -            | -            | 4        | 0      |
| P. Pandrin     | 7        | 0       | 3            | 0            | 10       | 0      |
| F. Querini     | 1        | 0       | -            | -            | 1        | 0      |
| R. Rolla       | 18       | 3       | -            | -            | 18       | 3      |
| A. Rosa        | 37       | 0       | -            | -            | 37       | 0      |